# Esclusa de aire

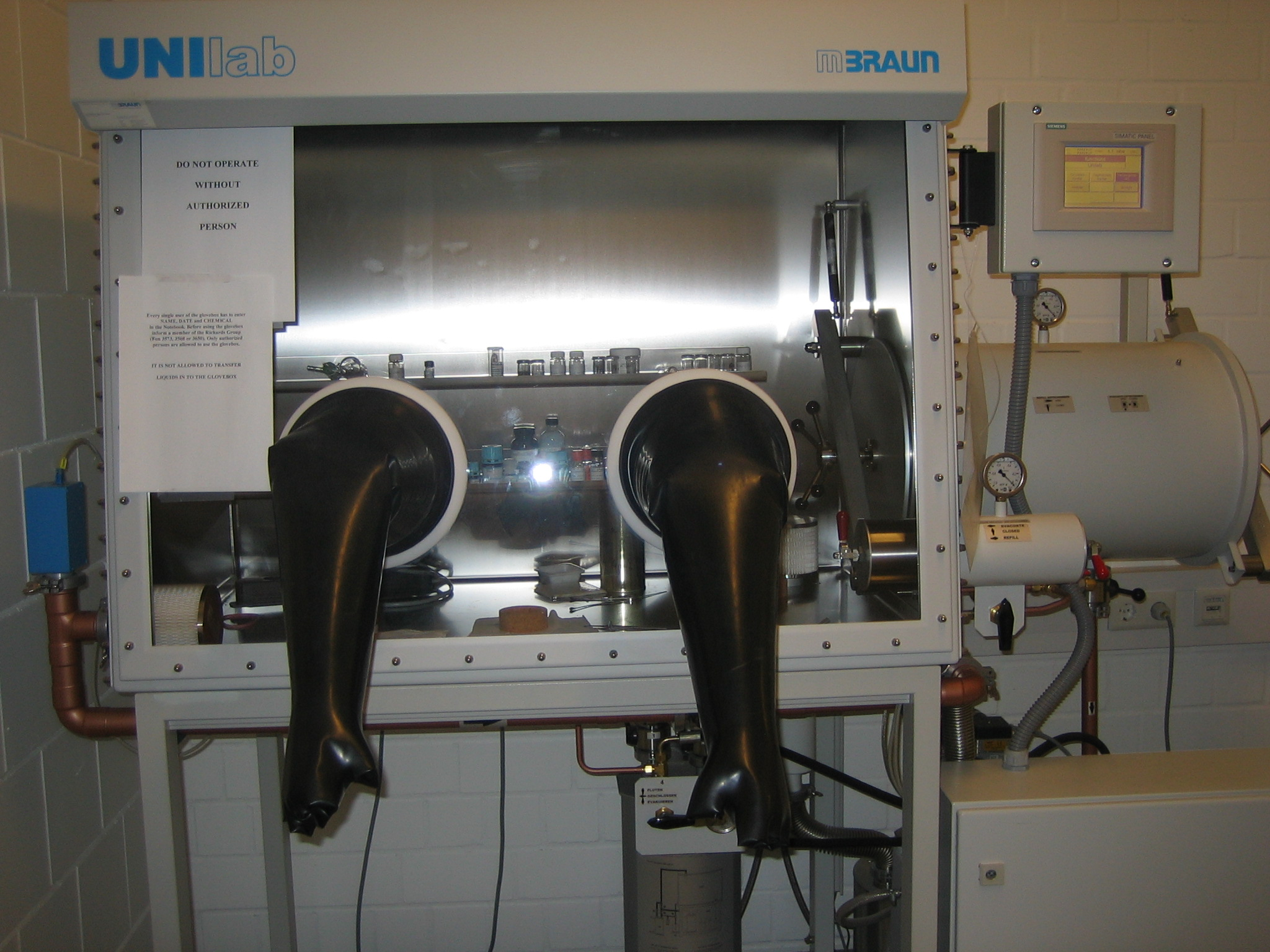
Una caja de manipulación con guantes para manipular sustancias sensibles al aire. Dos esclusas de aire (una pequeña y otra grande) están conectadas a la derecha para introducir y extraer pequeñas muestras sin distorsionar la atmósfera interior.

Una esclusa de aire es un dispositivo que permite el paso de gases y objetos entre un recipiente a presión y su entorno reduciendo el cambio de presión en el recipiente y su pérdida de aire. La esclusa consiste en una pequeña cámara con dos puertas herméticas en serie que no se abren simultáneamente.
Una esclusa de aire puede usarse para traspasar entornos de diferentes gases más que diferente presión, para evitar o reducir la mezcla de gases.
Una esclusa de aire puede usarse bajo el agua para permitir el paso de un entorno de aire en una nave presurizada a un exterior de agua, en cuyo caso la esclusa de aire puede contener agua o aire. A esto se le llama una esclusa de aire inundable o una esclusa de aire submarina, y se usa para evitar que el agua entre en un submarino o en un hábitat submarino.

## Usos
Antes de abrir cualquiera de las puertas, la presión de aire de la esclusa de aire (el espacio entre las puertas) se iguala con la del entorno más allá de la puerta de al lado para abrir. Esto es análogo a una esclusa de vía fluvial: una sección de vía fluvial con dos compuertas herméticas, en la cual el nivel del agua varía para que coincida con el nivel del agua a cada lado.
Una transición gradual de la presión minimiza las fluctuaciones de la temperatura del aire (consulte Ley de Boyle-Mariotte), lo que ayuda a reducir el empañamiento y la condensación, disminuye las tensiones en los sellos de aire y permite una verificación segura del funcionamiento del traje de presión y del traje espacial.
Cuando una persona que no está en un traje de presión se mueve entre entornos de presiones muy diferentes, una esclusa de aire cambia la presión lentamente para ayudar con la ecualización de la cavidad de aire interno y para prevenir el síndrome de descompresión. Esto es crítico en el buceo, y un buzo puede tener que esperar en una esclusa de aire durante algunas horas, de acuerdo con las tablas de descompresión.

## Aplicaciones
Las esclusas de aire se usan en:

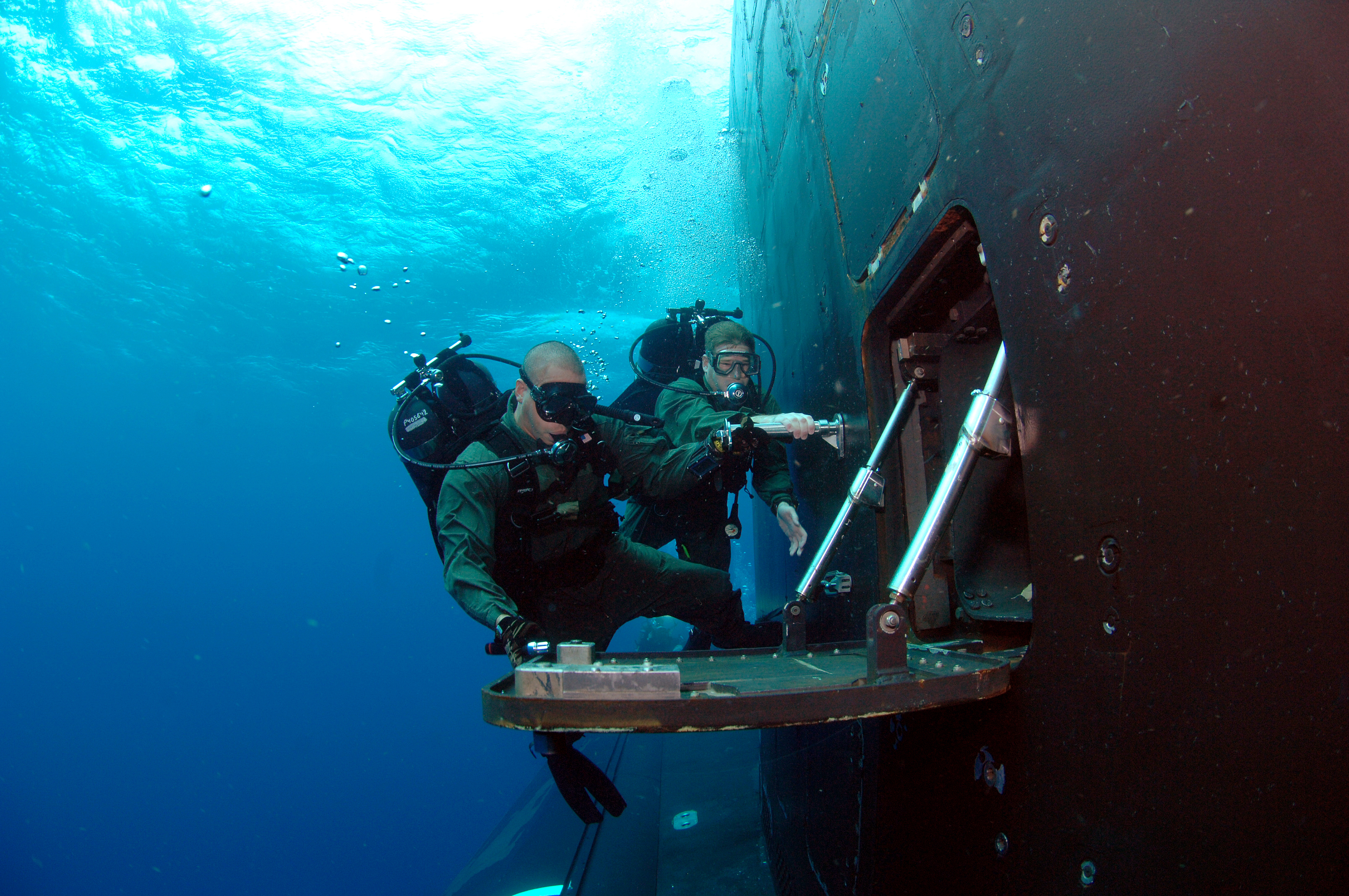
Bloqueo de buceo submarino de la Marina de los EE. UU., 2007.

- Aviación, ciertos aviones están equipados con esclusas de aire para paracaidismo y/o salidas de emergencia.
- Naves espaciales y estaciones espaciales, para mantener el ambiente habitable cuando las personas están saliendo o entrando en la nave.
- Cámaras hiperbáricas, para permitir la entrada y salida manteniendo la diferencia de presión con el entorno.
- Submarinos, cámaras de buceo y hábitats submarinos para permitir que los buzos salgan y entren.
- Los tubos de torpedos y los troncos de escape en los submarinos son esclusas de aire.
- Salas limpias, entornos protegidos en los que el polvo, las partículas de suciedad, los productos químicos nocivos y otros contaminantes se excluyen parcialmente manteniendo la habitación a una presión más alta que el entorno.
- Ambientes peligrosos, como reactores nucleares y algunos laboratorios bioquímicos, en los que se evita que se filtre polvo, partículas y/o agentes biológicos manteniendo la habitación a una presión más baja que los alrededores.
- Domos presurizados como el Yuengling Center de los EE. UU.
- Microscopios electrónicos, donde el interior está cerca del vacío para que el aire no afecte la trayectoria del electrón.
- Esclusas de paracaídas, donde el colapso de la superficie aerodinámica debido a la despresurización puede provocar una peligrosa pérdida de altitud.
- Recipientes de fermentación, donde una cerradura de fermentación permite que los gases de fermentación escapen mientras se mantiene el aire afuera, como en cervecerías o vinicultores.

## Mecanismos similares
- En climas fríos, dos puertas dispuestas en una configuración de esclusas de aire son comunes en las entradas de los edificios. Aunque no son herméticas, las puertas dobles minimizan la pérdida de aire caliente del edificio. Una disposición similar es común en climas cálidos, donde se utiliza para mantener frescos los espacios interiores. Las puertas giratorias pueden usarse para el mismo propósito.
- Algunas joyerías y bancos tienen puertas con forma de cámara de aire para frenar el escape de los ladrones.
- Las granjas de mariposas y los aviarios generalmente tienen una entrada de tipo esclusa para evitar la salida de los habitantes y la entrada de especies depredadoras.
- Los planetarios pueden tener "bloqueos de luz" para minimizar la luz exterior, protegiendo la sensible adaptación oscura de los visitantes. Estos pares de puertas también reducen el sonido exterior.[1][2]